# Дрожейовиці
Дрожейовиці (пол. Drożejowice) — село в Польщі, у гміні Скальбмеж Казімерського повіту Свентокшиського воєводства.
Населення — 467 осіб (2011).
У 1975-1998 роках село належало до Келецького воєводства.

## Демографія
Демографічна структура на день 31 березня 2011 року:
|          | Загалом | Допрацездатний вік | Працездатний вік | Постпрацездатний вік |
| -------- | ------- | ------------------ | ---------------- | -------------------- |
| Чоловіки | 236     | 55                 | 153              | 28                   |
| Жінки    | 231     | 42                 | 132              | 57                   |
| Разом    | 467     | 97                 | 285              | 85                   |